# Рейнисфьяра
Рейнисфьяра (исл. Reynisfjara) — пляж с чёрным песком на юге Исландии недалеко от города Вик.
В восточной части пляжа расположена гора Рейнисфйадль (исл. Reynisfjall) и пещера Хаулсанефскедлир (исл. Hálsanefshellir) с базальтовыми колоннами. В море напротив пляжа находятся скалы Рейнисдраунгар (исл. Reynisdrangar). Западнее пляжа находится мыс Дирхоулаэй (исл. Dyrhólaey). На севере с пляжа виден ледник Эйяфьядлайёкюдль (исл. Eyjafjallajökull).
Пляж входит в состав геологического заповедника Катла, охраняемого ЮНЕСКО.
Пляж является одним из самых популярных туристических направлений в стране из-за уникального чёрного песка и базальтовых скал. Однако он также является местом, где возникают непредсказуемые волны-убийцы, которые могут без предупреждения захлестнуть сушу. На берег выплескиваются так называемые крадущиеся волны  — большие прибрежные волны, которые непропорциональны размерам предшествующих волн и появляются без видимых на то причин. С 2007 по 2025 год известно как минимум о шести случаях смертей от таких волн на пляже Рейнисфьяра.

## Галерея

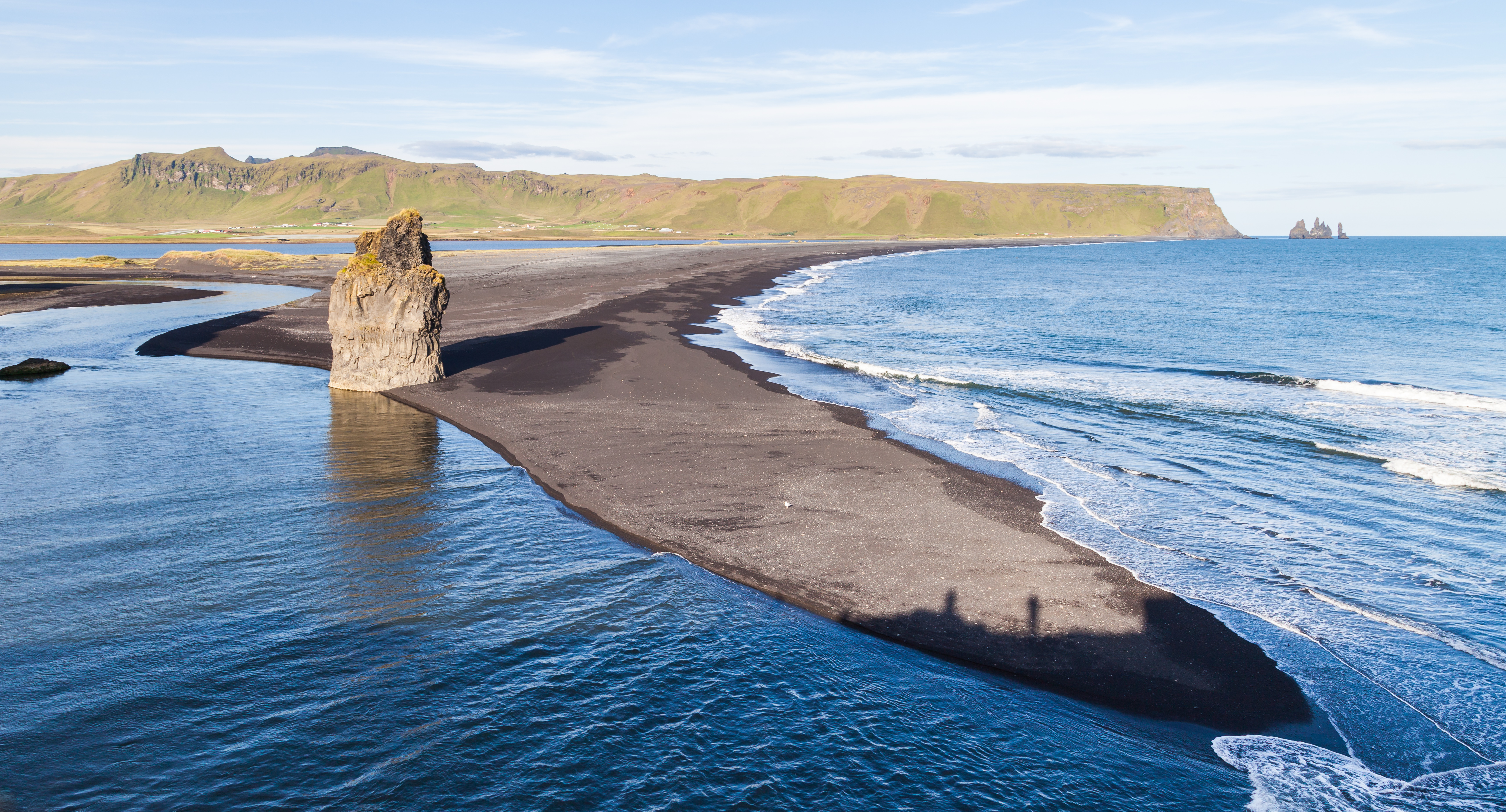
Вид на пляж с мыса Дирхоулаэй
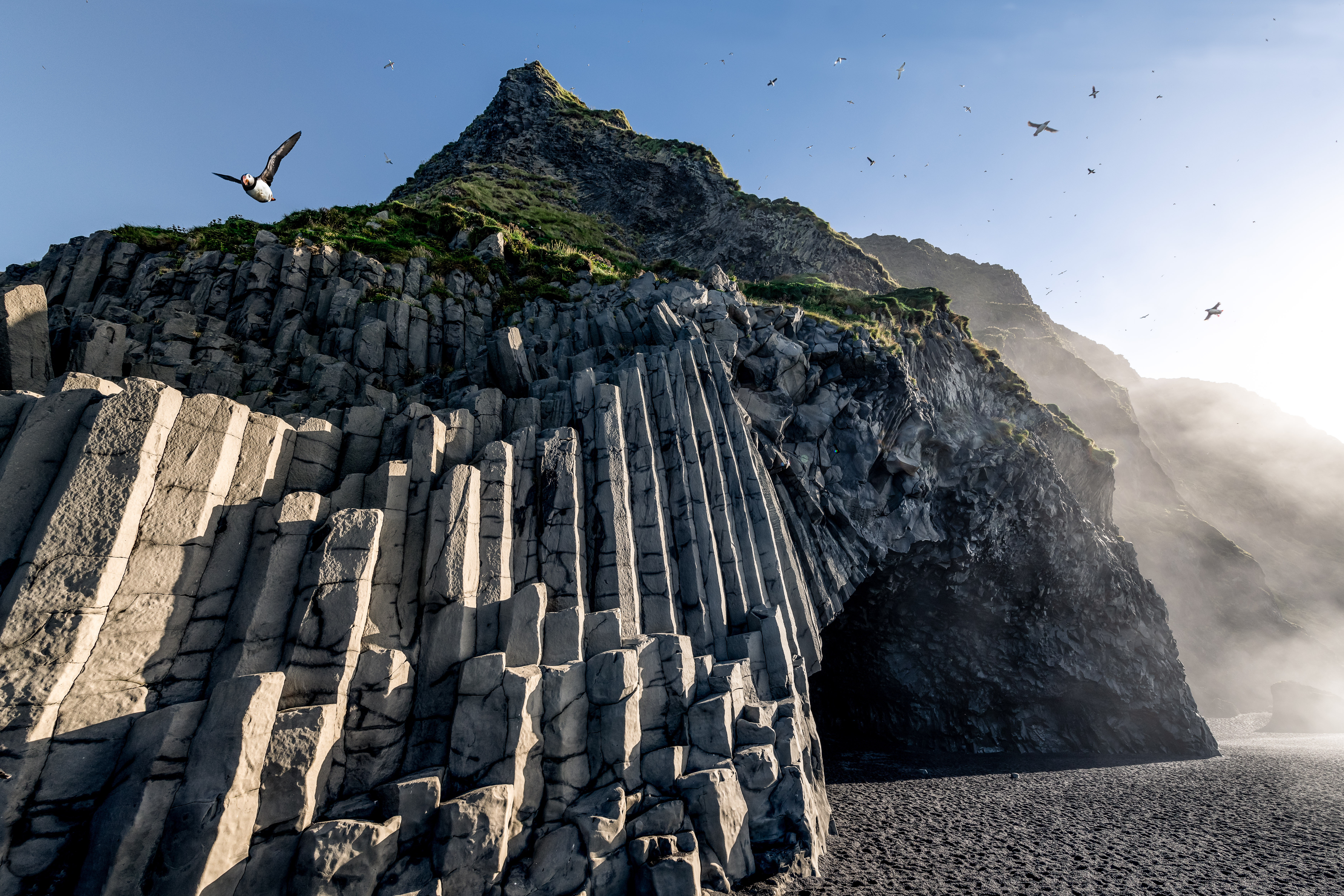
Пещера Хаулсанефскедлир в основании горы Рейнисфйадль
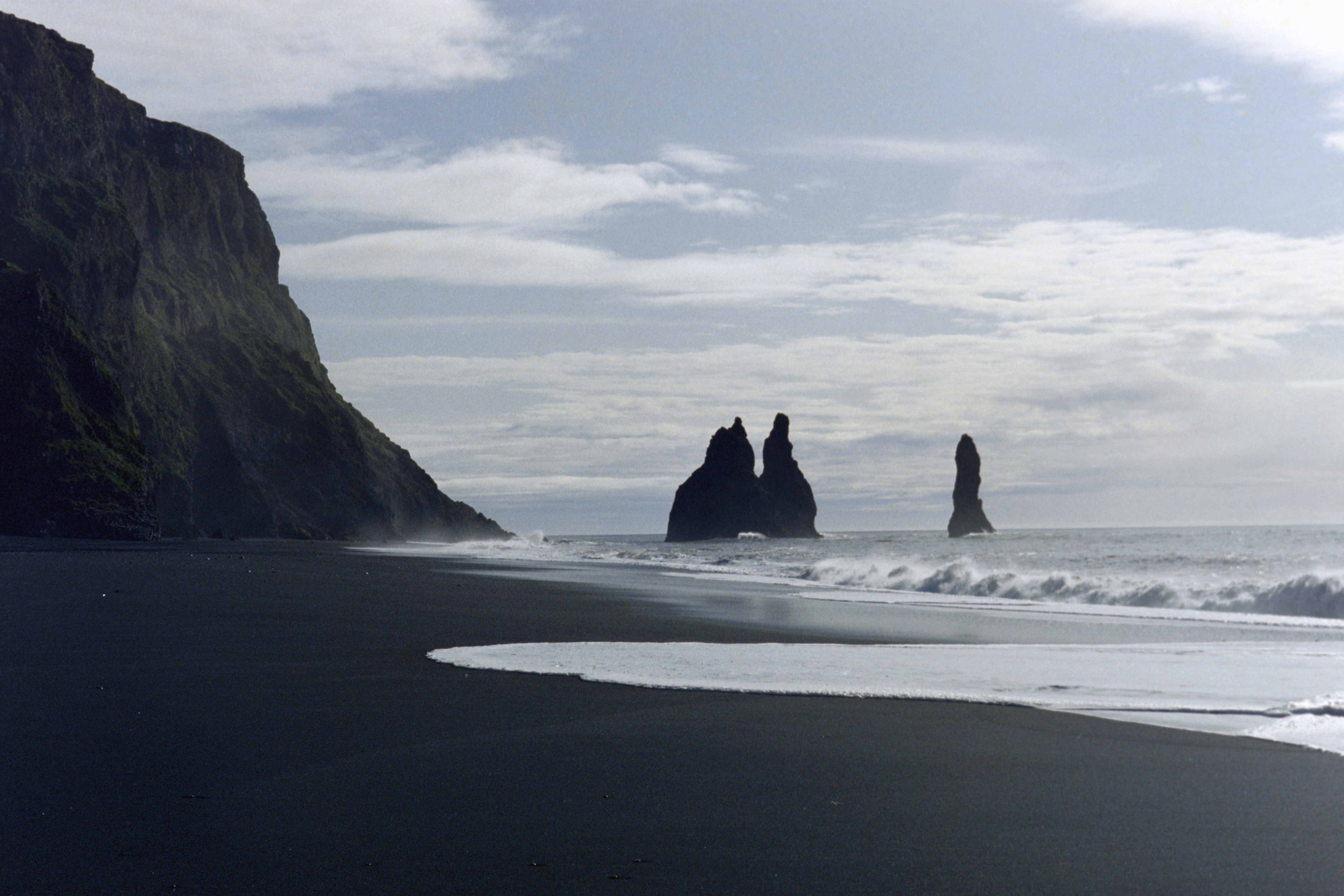
Вид на базальтовые кекуры Рейнисдраунгар
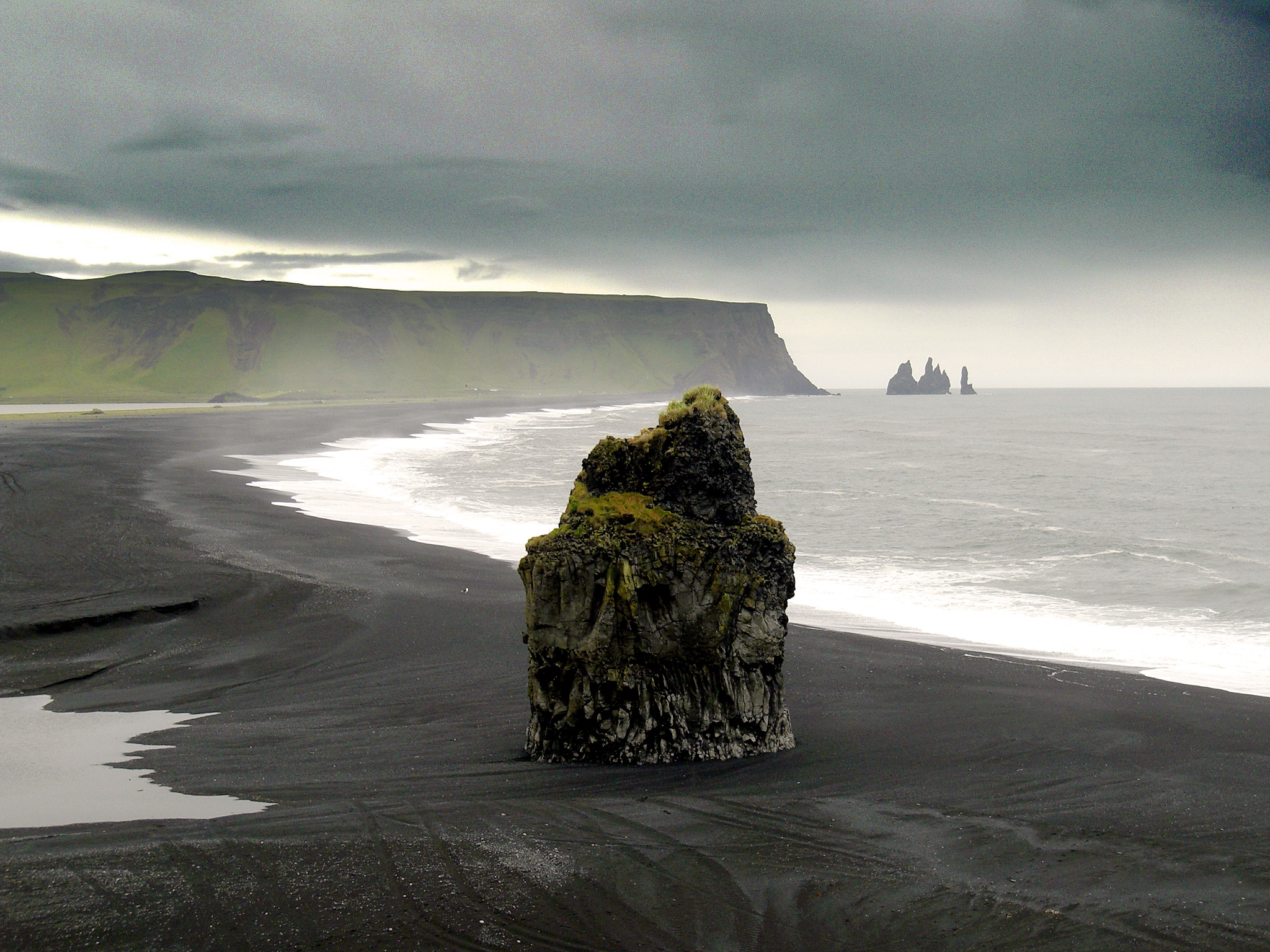
Вулканическая пробка посреди пляжа
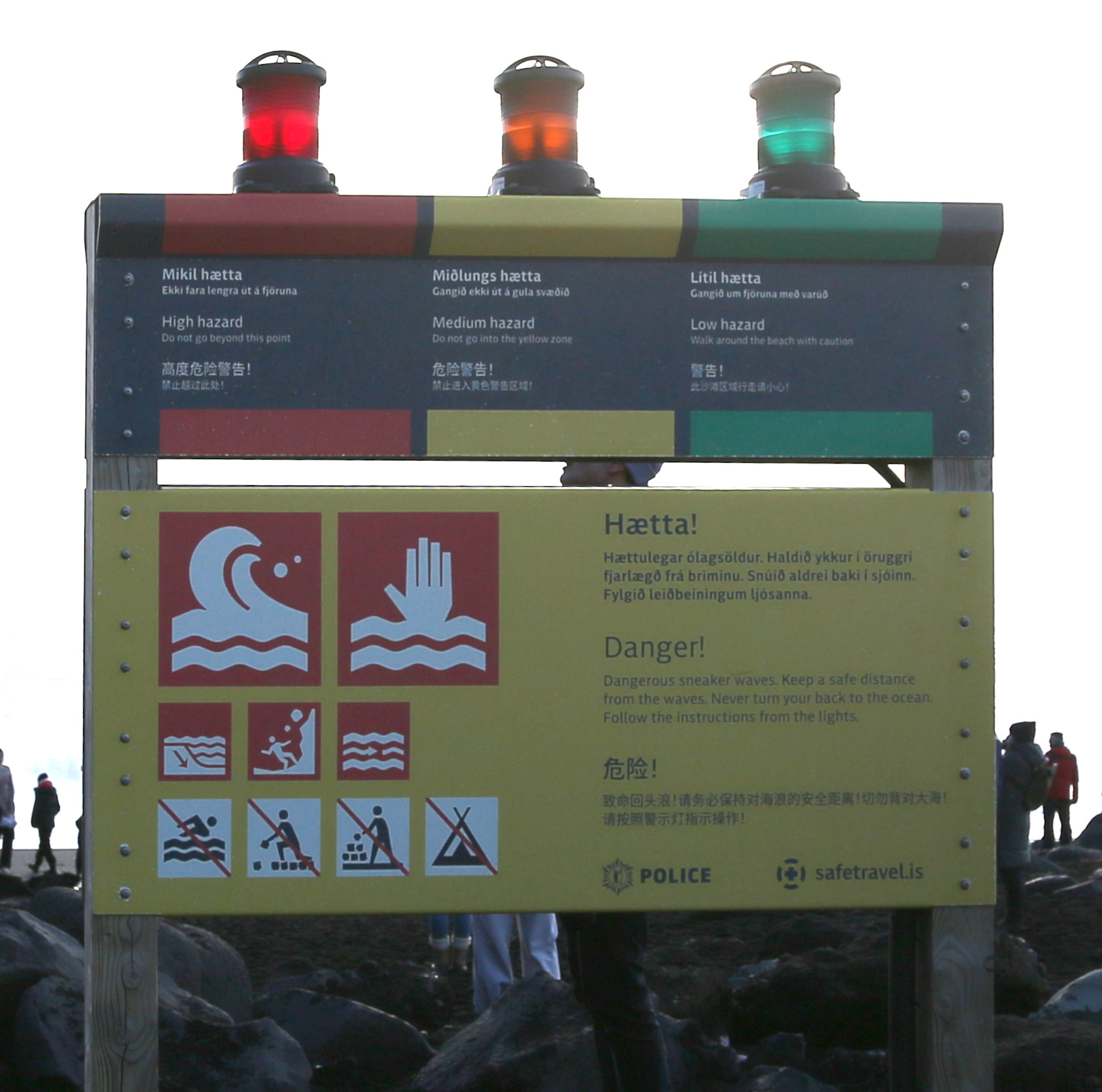
Система предупреждения об опасных волнах на пляже